# Paj Čchung-si
Paj Čchung-si (čínsky pchin-jinem Bái Chóngxǐ, znaky 白崇禧, [pɑ́ɪ̯ t͡ʂʰʊ́ŋɕǐ]; 18. března 1893 – 2. prosince 1966) byl čínský generál Národní revoluční armády Čínské republiky a významný čínský nacionalistický vůdce. Byl chuejské národnosti a muslimského vyznání. Od poloviny 20. let 20. století do roku 1949 vládl Paj v provincii Kuang-si jako regionální vojevůdce s vlastní armádou a značnou politickou autonomií. Paj podporoval Čankajška v druhé čínsko-japonské válce a v čínské občanské válce. Po prohře s komunisty v roce 1949 uprchl na Tchaj-wan, kde v roce 1966 zemřel.
Jako muslim byl předsedou Čínské islámské federace národní spásy a poté Čínské muslimské asociace. Paj Čchung-si byl také členem představenstva Celočínské mezináboženské asociace, kde zastupoval islám. Mimo jiné vedl Paj během své vlády v Kuang-si kampaň proti cizincům. Útočil na americké, evropské a jiné cizince a misionáře. Kromě anticizinectví prosazoval Paj také boj proti imperialismu a proti náboženství, a to i přesto, že byl sám muslimem.

## Éra válečníků
S vypuknutím Sinchajské revoluce v roce 1911 se Paj připojil ke studentskému sboru Odvaž se zemřít. V červnu 1915 nastoupil do třetího ročníku Pao-tingské vojenské akademie a po návratu do Kuang-si se stal zkušebním důstojníkem 1. kuangsiské divize. 
Roku 1924 spojil své jednotky s oddíly Li Cung-žena a Chuang Šao-chunga do jednotné armády, v níž zastával funkci náčelníka štábu, a trojice dobyla provincii Kuang-si na Staré kuangsiské klice. Poté vládli provincii jako Nová kuangsiská klika hlásící se ke kuomintangské vládě.
Během Severního pochodu v letech 1926–28 byl Paj náčelníkem štábu Národní revoluční armády a připsal si mnoho vítězství nad severními vojevůdci, přičemž často využíval rychlosti, manévru a překvapení k porážce větších nepřátelských sil. Jako velitel posádky v Šanghaji se také podílel na čistce komunistických složek v Národní revoluční armádě a likvidaci odborového hnutí která proběhla od 4. dubna 1927.

## Druhá čínsko-japonská válka
Během druhé čínsko-japonské války (1937–45) byl zástupcem náčelníka generálního štábu odpovědným za operace a výcvik. Byl klíčovým stratégem, který přesvědčil Čankajška, aby přijal strategii totální války, jejíž částí byla partyzánská válka v týlu nepřítele s cílem narušovat nepřátelské zásobovací linie při každé příležitosti.
Pajovi vojáci z Kuang-si byli během války proti Japonsku chváleni jako elitní armáda a bylo o něm známo, že je schopným generálem, který by mohl vést čínský odboj v případě, že by byl Čankajšek zavražděn.

## Čínská občanská válka
Když čínští komunisté v roce 1946 obsadili klíčový železniční uzel v jihomandžuském S’-pchingu, kuomintangské síly je ani po několika pokusech nedokázaly vytlačit, a tak Čankajšek vyslal Paje, aby na operaci dohlédl. Po několika přesunech se nacionalistickým silám podařilo po dvoudenní bitvě komunisty rozhodujícím způsobem porazit.
V červnu 1946 byl Paj jmenován ministrem národní obrany. Později se však ukázalo, že to byla funkce bez pravomocí, protože Čankajšek nenechal Paje dělat důležitá rozhodnutí týkající se čínské občanské války. Ještě v říjnu 1949, když Kanton padl do rukou komunistů, kteří téměř zcela ovládli Čínu, velel Paj Čchung-si stále 200 000 elitních vojáků, kteří se po obraně Kantonu vrátili do Kuang-si, aby se zde naposledy postavili komunistům.

## Tchaj-wan
Nepokoje po incidentu 28. února 1947 si vyžádaly mnoho obětí jak mezi rodilými Tchajwanci, tak mezi obyvateli pevniny. Paj byl vyslán jako Čankajškův osobní zástupce na zjišťovací misi a na pomoc při uklidňování obyvatelstva. Po dvoutýdenní cestě, jejíž součástí byly rozhovory s různými skupinami obyvatel Tchaj-wanu, vydal Paj rozsáhlá doporučení. Za jeho přímočaré jednání si ho rodilí Tchajwanci velmi vážili. Paj žil v polodůchodu, dokud 1. prosince 1966 ve věku 73 let nezemřel na koronární trombózu. Vláda poté uspořádala Pajovi vojenský pohřeb, kdy nad rakví vlála kuomintangská vlajka. Byl pohřben v muslimské části hřbitova Liou Čangli v Tchaj-peji na Tchaj-wanu.